# Pattugliatori polivalenti PPX
I pattugliatori polivalenti PPX, denominati anche pattugliatori polivalenti leggeri (per differenziarli dai PPA della classe Thaon di Revel) rappresentano una classe di unità navali multiruolo leggera della Marina Militare progettate per sostituire i pattugliatori della cosiddetta "classe Costellazioni" (4 entro il 2030/32 per sostituire la Classe Cassiopea e successivamente 2 per sostituire la Classe Sirio).

## Il programma PPX
Il programma PPX (conosciuto anche come programma "OPV - Offshore Patrol Vessel") nasce dall'esigenza della Marina Militare e dello Stato Italiano di garantire una capacità adeguata di presenza (sorveglianza e vigilanza marittima) delle acque nazionali ed internazionali, nonché il controllo del traffico merci garantendo la protezione delle linee di comunicazione e della Zona economica esclusiva (ZEE). Oltre all'attività di sorveglianza e tutela dei traffici economici e degli interessi dello stato, i PXX svolgeranno anche un'importante attività di tutela ambientale, soprattutto dalle minacce derivate dall’inquinamento marino, quali lo sversamento di liquidi tossici.
Il programma, che prevede la possibilità di avere fino a 10 PPX, è strutturato in diverse fasi: 4 unità in costruzione dal 2024 al 2030/2032 mentre 2 sono già finanziate ma devono ancora essere contrattualizzate. L'espansione da 6 a 10 unità rientra nel più ampio programma ventennale di ammodernamento ed espansione della Marina Militare italiana che, nel caso delle piccole unità da pattuglia, include anche il programma European Patrol Corvette con 8 unità. L'opzione di 4 PPX aggiuntivi e del loro posizionamento all'interno della flotta della Marina Militare italiana sarà quindi molto legata al progetto delle nuove corvette, soprattutto in vista della sostituzione della Classe Comandanti, del rafforzamento del pattugliamento delle acque nazionali ed internazionali e dei punti nevralgici (come lo stretto di Sicilia), dell'espansione dell'autorità italiana nella salvaguardia del Mediterraneo (incluso il Mediterraneo Orientale e, in linea generale tutto il Mediterraneo allargato), nonché il consueto ruolo di vigilanza e soccorso in mare.

### Tempi, costi ed operatività
Le prime 3 unità sono state contrattualizzate il 31 luglio 2023, la quarta unità il 5 agosto 2024, per un costo complessivo di 1 miliardo e 161 milioni di cui ne sono stati elargiti 925 milioni nel 2023 e 236 nel 2024. A questo costo complessivo vanno aggiunti i costi dei servizi di supporto logistico delle quattro unità, per un costo finale totale di quasi 1,2 miliardi di Euro.. Il contratto è stato firmato da Orizzonte Sistemi Navali con la Direzione degli Armamenti Navali (DNA) del Segretariato Generale della Difesa e prevede, oltre alle navi, gli adeguamenti infrastrutturali necessari per le basi navali di Augusta (che va ad aggiungersi al programma basi blu), Cagliari e Messina, dove avranno sede le navi stesse. Il valore dell'operazione interessa Fincantieri per 703 milioni di Euro, e Leonardo per 295 milioni. Questi primi 4 OPV saranno consegnati entro il 2032 e sostituiranno le navi della Classe Cassiopea. La fase successiva prevede ulteriori due unità per sostituire la Classe Sirio.
I cantieri navali destinati alla costruizione ed allestimento delle navi fanno entrambi parte del polo cantieristico ligure e sono: il cantiere di Riva Trigoso ed il cantiere del Muggiano.
Il cronoprogramma, secondo OSN, prevede la consegna del primo PPX della classe nella prima metà del 2027 a patto dell'ottenimento del via libera alla data prevista. La durata prevista del programma è di 43 mesi; il via libera formale (T0) ha dato il via alla fase di progettazione esecutiva che è durata 11 mesi, e ha portato al primo taglio dell'acciaio, con consegna prevista 32 mesi dopo. La consegna della quarta unità, invece è prevista tra il 2030 e il 2032.
Il taglio della prima lamiera (fondo L1 Ord. 107-126 della costruzione Fincantieri n. 6368 - il primo dei 4 OPV) è avvenuto effettivamente il 24 settembre 2024 presso il cantiere di Riva Tigoso. La cerimonia che ha inaugurato l'inizio della costruzione ha visto la presenza del direttore Generale Divisione Navi Militari di Fincantieri, Dario Deste, il Direttore della Direzione Armamenti Navali - NAVARM, l'Ammiraglio Ispettore Capo Giuseppe Abbamonte e l'amministratore delegato di Orizzonte Sistemi Navali: Giovanni Sorrentino. Alla cerimonia hanno partecipato anche il Comandante del Comando Interregionale Marittimo Nord: l'ammiraglio di divisione Flavio Biaggi; il capitano di vascello Fabrizio Orengo: comandante del Centro Allestimento nuove costruzioni navali (Marinalles) ed il capitano di vascello Gabriele Catapano, Direttore di UTNAV Genova. La posa della chiglia è avvenuta il 12 dicembre 2024.

## Descrizione delle navi
Le navi sono classificati dalla Marina Militare come pattugliatori leggeri e sono stati commissionati con un configurazione multiruolo quindi hanno sia equipaggiamento da combattimento sia di monitoraggio sia operativo anti-inquinamento. Sono navi di dimensioni abbastanza contenute aventi una lunghezza di 95 m, 14 di larghezza,  un dislocamento di circa 2.400 t e sono caratterizzate da alta tecnologia di bordo e cooperazione e connettività con altre unità della marina, sia navi che aeromobili. Anche da un punto di vista della strumentazione sono standardizzati con altre navi della marina più grandi, come per esempio con i PPA classe Thaon di Revel, il Cavour e il Trieste.
L’equipaggio è composto da 72 effettivi più il personale dedicato alle operazioni di volo e manutenzione dell'SH-90 e dell'AWHERO ed il personale per le operazioni speciali, per un totale di 93 membri. La nave ha comunque una disponibilità massima di 97 posti letto.

### La Piattaforma FCX
I PPX sono stati sviluppati su una famiglia di piattaforme Fincantieri di nuova generazione, una serie di piattaforme semi-modulari declinata in 5 varianti e denominata "Famiglia FCX" (o "Serie FCX") tutte caratterizzate dal valore aggiunto di essere navi multiuso (polivalenti/multiruolo), valore dato dalla piattaforma stessa indipendentemente dalle dotazioni della nave da essa derivata. Tale progetto è stato sviluppato tra il 2017 e il 2018 ed ultimato nel biennio 2021-2022. FCX è una famiglia di navi molto diverse fra loro in termini di dimensioni e funzionalità (il dislocamento va da 700 tonnellate della FCX-07 alle 4300 tonnellate della FCX-40) ma presentano molte soluzioni modulari in comune che riducono sensibilmente i costi ed i tempi di realizzazione e permettono di realizzare navi caratterizzate da elevata robustezza e semplicità costruttiva..
Ogni unità della famiglia è derivata da un progetto indipendente già realizzato da Fincantieri negli ultimi 30 anni (la FCX-15 è per esempio derivata dall'esperienza maturata da Fincantieri nella realizzazione delle classi Comandanti, Sirio ed Abu Dhabi), ma è stato riprogettato e sviluppato nuovamente nello scafo e nella sovrastruttura per renderlo modulare, standardizzato e moderno da un punto di vista aerodinamico, di efficienza dei consumi, di visibilità ai radar (stealth), di abitabilità, di armamento, sensori elettronica e sistemi, di manovrabilità e di versatilità/polivalenza in missione. La flessibilità della piattaforma modulare ha quindi permesso di realizzare sia piccole unità d'attacco stealth come la Classe Falaj 2 (derivata dalla classe Saettia MkII/Diciotti e che dà vita alla piattaforma FCX-07), sia grosse corvette di 3250 tonnellate come la Classe Doha (che fa da base alla FCX-30 selezionata da Fincantieri anche per le nuove EPC), ma permette di realizzare navi di stazza intermedia fra queste due o superiori. I PPX sono sviluppati proprio su una di queste piattaforme intermedie: la FCX-20, appositamente sviluppata per loro. 
La Serie FCX punta su valori comuni a tutte le navi indipendentemente dalla piattaforma della famiglia su cui sono sviluppate: tra questi vi sono un elevato livello di protezione da minacce informatiche, elevata sicurezza e cura della salute del personale (sia in tempo di pace che di guerra), alta efficienza idrodinamica ed energetica e sulla riduzione del loro impatto ambientale.

#### La FCX-20
Ogni piattaforma della famiglia FCX differisce non solo per dimensioni ed autonomia ma anche per abilità, 8 in tutto così suddivise: flessibilità operativa, capacità di sopravvivenza, sicurezza marittima, guerra antisommergibile, guerra aerea, guerra di superficie, logistica umanitaria, prontezza d'ingaggio.
La FCX-20, ovvero la piattaforma dei PPX è concepita per massimizzare (punteggio di 5 su 5) la propria flessibilità operativa, capacità di sopravvivenza e guerra di superficie, pur mantenendo alti (punteggio di 4 su 5) i valori delle altre 5 abilità, bilanciamento necessario per una nave multiruolo come i PPX. Ha come caratteristiche principali un hangar fisso per elicottero + APR/UAV e proprietà che cambiano a seconda della configurazione.
- con layout da combattimento:
- è progettata per operazioni a lungo raggio
- configurazione e sistemi per garantire una massima capacità di sopravvivenza

Potendo quindi svolgere molteplici obbiettivi di guerra, controllo del mare e operazioni con forze speciali.
- con layout da pattuglia:
- Area modulare per container
- Attrezzature per il controllo e il recupero dell'inquinamento da petrolio

Potendo quindi sostenere molteplici situazioni di sicurezza marittima, offrire aiuti umanitari e soccorso in caso di calamità e svolgere sorveglianza e protezione.
Indipendentemente dalla configurazione (combattimento o pattuglia) lo scafo e la sovrastruttura sono caratterizzati da un profilo che riduce la visibilità ai radar e la nave è bilanciata per garantire flessibilità e prontezza in tutte le situazioni operative ed è concepita per adeguarsi ad una vasta gamma di operazioni, per questo è stata scelta come base di un pattugliatore polivalente leggero. Inoltre le dimensioni relativamente compatte ed il pescaggio massimo di soli 5,4 metri permettono di operare in una vasta gamma di porti. Le proporzioni della nave, inoltre, garantiscono eccellenti capacità di tenuta al mare (grazie anche alla zona di prua con bulbo e una zona di ormeggio completamente coperta), ridotta resistenza aerodinamica e limitate firme RCS e acustiche. La piattaforma è stata progettata per essere in grado di garantire la piena operatività senza restrizioni fino alle condizioni di mare 5 della scala Douglas grazie a pinne stabilizzatrici attive poste a centro barca.
La sovrastruttura prodiera è caratterizzata da una plancia seguita dal Centro Operativo di Combattimento (COC), tale soluzione, denominata "Naval Cockpit" rappresenta il principale elemento distintivo e innovativo (soluzione derivata dai PPA della classe Thaon di Revel), insieme alle estese ali di copertura che assicurano praticamente una visibilità a 360°.

## Dotazioni e configurazioni

### Propulsione
I PPX sono mossi da un sistema di propulsione di tipo CODLAG: composto da 2 motori Diesel da 8 MW e 2 motori elettrici reversibili da 0,5 MW; sono inoltre dotati di 4 generatori Diesel da 0,7 MW. Tale propulsione permette alla nave di raggiungere una velocità massima di 24 nodi ed un'autonomia di 3500 miglia ad una velocità di 14 nodi con una durata massima di missione di 20 giorni.
Gli impianti di propulsione e i generatori di energia sono disposti in compartimenti separati; ciò garantisce il 50% della potenza di propulsione in caso di danneggiamento di uno dei due compartimenti e il 50% della potenza elettrica in caso di danneggiamento di due compartimenti contigui.

### Armamento
Le navi sono dotate di 1 cannone multiruolo Oto Melara da 76/62 mm super rapido in versione Davide/Strales dotato di magazzino multi-feeder e 2 affusti a controllo remoto con cannone navale leggero Leonardo Lionfish da 30 mm con una torretta elettro-ottica indipendente, con sensori diurno/notturno e telemetro laser che unitamente al connubio cannone e munizionamento ABM consente d’ingaggiare e neutralizzare droni. Si tratta di una soluzione di ultimissima generazione che trova la sua prima applicazione proprio su questi PPX.
I mezzi aerei in dotazione sono un elicottero SH-90 e un velivolo a pilotaggio remoto AWHERO.
Questo è l'armamento di base, in dotazione a tutte le navi indipendentemente dalla configurazione.

#### Altri armamenti
La piattaforma adottata da queste unità è predisposta per la ASW e per sistemi di missili VLS (VL MICA o CAMM-ER), un sistema antinave Exocet, e un sistema RAMSyS RAM per la difesa ravvicinata. Tali armamenti però dipendono dalla configurazione scelta per la singola nave.

#### Configurazione degli armamenti
Le prime 4 unità della classe, sono configurate con layout da pattuglia e lotta all'inquinamento marino (non hanno quindi la configurazione full combat), in quanto sono destinate a sostituire la classe Cassiopea.
Le 2 navi successive, destinate a sostituire la classe Sirio avranno layout da combattimento, quindi saranno dotate di armamenti completi.

### Strumentazione, sensori e sistemi
Questa classe di navi è concepita con un elevato grado di automazione ed integrazione sia ergonomica che informatica con le altre unità della Marina Militare. Il cockpit navale, per esempio, è uguale a quello installato sulle unità maggiori della flotta, mantenendo inalterata l’interfaccia uomo macchina. Tale cabina di guida fa parte della stessa Plancia Operativa di Combattimento (PLOC) caratterizzata da due postazioni multifunzionali completamente personalizzabili del sistema di gestione del combattimento (CMS, Combat Management System) che è lo stesso (SADOC 4/ATHENA) utilizzato da tutte le nuove unità della Marina Militare. Il CMS SADOC 4 comprende un pacchetto di apparati Software Defined Radio (SDR) in banda V/UHF ed HF nonché SATCOM civili/militari unitamente al Multi Data Link Processor (MDLP) con data link 22 e 16. 
Anche la Centrale Operativa di Combattimento (COC) è uguale e disposta in modo analogo alle altre unità della flotta, è posta alle spalle della PLOC ed è costituita da tre postazioni multifunzionali del sistema SADOC 4 poste di fronte ad un unico grande schermo a muro facilitando notevolmente la gestione della situazione da un punto di vista tattico e l'armamento per le missioni assegnate. 
Un'ulteriore innovazione in termini di efficienza, coordinazione e semplicità di gestione data dall'ambiente operativo è il collocamento della postazione di pianificazione e controllo del velivolo a controllo remoto immediatamente accanto alla COC. 
La nave è dotata di un sistema di gestione dell'intera piattaforma, un sistema di gestione dei danni e un sistema di propulsione ad azionamento remoto. I PPX adottano la stessa postazione integrata dei PPA Classe Thaon di Revel, ubicata nella plancia comando, che permette di condurre la nave da parte di due soli operatori; due soli ufficiali dello Stato Maggiore della Marina, quindi, possono gestire tutte le mansioni che prima richiedevano una postazione diversa per ogni singolo operatore, permettendo quindi di avere piena gestione di tutte le operazioni tattiche ed operative, potendo gestire in un unico punto sia le macchine, i timoni e gli impianti di piattaforma sia alcune funzioni del sistema di combattimento. Questa tecnologia è frutto di un lavoro congiunto fra Leonardo e la divisione NexTec di Fincantieri. Anche tutte le operazioni aeronavali sono gestite da soli due membri dell'equipaggio: il pilota e il copilota.
Per quanto riguarda i sensori, i PPX sono dotati di radar 3D allo stato solido di sorveglianza aeronavale GEM Elettronica Columbus Mk 3 con IFF integrato, un sistema di sorveglianza elettronica o RESM (radar ESM), una direzione del tiro NA-30S Mk 2 elettro-ottica/radar bi-banda per l’armamento d’artiglieria principale e due radar per la navigazione ed il controllo elicotteri GEM Elettronica Gemini DB in banda X/Ka. 
La guerra elettronica è invece gestita dal sistema Knonos Naval HP (High Power) in aggiunta ad una suite EW con lanciatori per decoy. Per la guerra antisommergibile invece il sensore è l'Athena MK2/U.
La sorveglianza e difesa ravvicinata non letale è gestita da due sistemi MASS mentre un sistema a doppia torretta Janus con sensori elettro-ottici diurni/notturni e telemetro laser garantisce la sorveglianza panoramica, della scoperta passiva, del riconoscimento, identificazione e classificazione di bersagli di superficie ed aerei.

### Dotazioni antinquinamento e di assistenza umanitaria
Le prime 4 navi sono equipaggiate con un RHIB Solas da 7 m ed un RHIB da 9,3 m + 4 strutture di bordo del sistema antinquinamento così disposte:
- sul lato di dritta tra le due sovrastrutture al centro della nave, è posizionato il modulo oil-skimmer, che serve a recuperare gli oli dispersi, e la relativa gruetta di movimentazione;
- sotto il ponte di volo, a poppa, si trova un'area destinata allo stoccaggio e preparazione di serbatoi galleggianti gonfiabili utilizzati per la raccolta del petrolio recuperato in mare tramite il sistema antinquinamento; tali serbatoi vengono poi rilasciati in mare attraverso un’apposita finestratura presente sullo specchio di poppa e successivamente rimorchiati e ormeggiati, grazie all'utilizzo del RHIB da 9 metri, sul lato sinistro della nave per poi essere riempite con l’efflusso proveniente dall’oil-skimmer. In alternativa e in caso di emergenza, la zona può essere utilizzata per ospitare un gran numero di naufraghi.
- sempre a poppa, sotto il ponte volo, c'è l'area per la sistemazione delle panne oleoassorbenti per il contenimento e confinamento degli oli dispersi.
- a prua, invece, sopra la copertura dell’area di ormeggio, sono installate due aste per irrorare un liquido disperdente antincendio pompato da una cassa dedicata nel fondo dell’unità.[2]